# Pierre Lahoud
 (avril 2018).
Pierre Lahoud, né à Québec, Canada, le 26 décembre 1951, est un historien spécialisé dans le domaine du patrimoine. Il a écrit plusieurs ouvrages sur le Québec.

## Biographie
Pierre Lahoud est né d’un père libanais et d’une mère québécoise. Il fait ses études classiques au collège des Jésuites, le cégep au Cégep François-Xavier Garneau et ses études universitaires, en histoire et arts et traditions populaires, à l’Université Laval. Il a ensuite travaillé au ministère des Affaires Culturelles pendant près de 35 ans. On lui doit entre autres, la coréalisation de l’inventaire architectural aérien du macro-inventaire du patrimoine québécois, le sauvetage et la mise en valeur du Manoir Mauvide-Genest, du couvent de Château-Richer, de la maison Vézina à Boischatel et du monastère des Augustines à Québec. Il a participé également à la création de la première Fiducie d’utilité sociale au Québec et à l’adoption du premier projet de loi privé pour l’exemption de taxes concernant le transfert d’une communauté religieuse à une Fiducie.
Il a produit plus de 30 ouvrages sur le Québec, réalisé plus d’une centaine de conférences et écrit plus de 50 articles dans les revues Continuité, Cap-aux-Diamants et Rabaska.
En plus de son métier d’historien, il a développé une spécialité en photographie aérienne oblique et depuis 1976, il se consacre à l’inventaire aérien du paysage québécois. Cet « arpenteur du ciel » a produit plus de 800,000 photographies du Québec et d’ailleurs. Ses photos ont été exposés dans plusieurs pays et vues par plus de 3 millions de personnes.
En 2024, une série documentaire en quatre épisodes inspirée de son travail est diffusée sur Savoir média. Réalisée par Stéphane Lahoud, Objectif Laurentie (Tapis Rouge Films) visite quatre thématiques : l’étalement urbain (Québec); l’érosion des berges (Sainte-Flavie); les impacts de l’exploitation minière (Schefferville) ainsi que la notion de paysage culturel patrimonial (Rivière- Ouelle). À travers le procédé de la rephotographie, l'historien nous fait découvrir les transformations du territoire sur près d'un siècle. Son travail colossal fait œuvre de mémoire et de sensibilisation pour la protection des paysages du Québec. En 2025, la série est finaliste dans la catégorie Meilleure série documentaire : santé, nature, science et environnement aux 40e Prix Gémeaux.

## Ouvrages
- Curiosités de la Côte-du-Sud (avec Gaston Deschênes) Éditions GID 2018
- Curiosités de  Lévis (avec David Gagné) Éditions GID, 2018
- Curiosités des Cantons-de-L’est (avec Bernard Genest et Vincent Ranallo), Éditions GID,2018
- Paysages Gaspésiens  De Lesseps-Lahoud 1927-2017(avec Henri Dorion,), Éditions GID, 2018
- Québec vue des airs, Edwards et Lahoud1936-2016)(avec Frances Caissie),Éditions GID 2017
- Les plus du Québec (avec Henri Dorion et Anik Dorion-Coupal), Éditions de L’Homme, 2017
- Curiosités de Québec (avec Jean-François Caron), Éditions GID, 2016
- On a marché dans la Ville (avec Serge Viau), Éditions GID, 2016
- Québec 1960/1990 Une histoire de la Ville en photos, Éditions GID, 2016
- Le Québec à vol d’oiseau 1922-1982 - 60 ans d’histoire de photographies aériennes (avec Frances Caissie), PUQ, 2015
- L’île d’Orléans, 100 ans de noir et blanc, Éditions GID, 2014
- De Trois-Rivières à Percé, De l’apparence à l’évidence (avec Henri Dorion), Éditions GID, 2014
- Québec et ses lieux de mémoire (avec Henri Dorion), Éditions GID, 2013
- Le Québec autrement dit (avec Henri Dorion), Éditions de l’Homme, 2013
- Le Québec à couper le souffle (avec Henri Dorion), Éditions de l’Homme, 2011
- Lieux de légendes et de mystères du Québec (avec Henri Dorion), Éditions de l’Homme, 2009
- La Gaspésie vue du ciel (avec Henri Dorion), Éditions de l’Homme, 2009
- Québec, une capitale vue du ciel (avec Henri Dorion), Éditions de l’Homme, 2008 (en anglais : Quebec City, A Capital from Above)
- Le Québec – 50 sites incontournables (avec Henri Dorion et Yves Laframboise), Éditions de l’Homme, 2007
- La fête de Noël au Québec, (avec Sylvie Blais), Éditions de l’Homme, 2007
- Le Québec au naturel (avec Henri Dorion, Anick Dorion-Coupal et Christian Morissonneau), Communications TerDor, Collection Géo-Québec, 2006
- Villes et villages vus du ciel (avec Henri Dorion), Éditions de l’Homme, 2005 (en anglais : Towns and Cities from the Sky)
- Le Québec, 40 sites incontournables (avec Henri Dorion et Yves Laframboise), Éditions de l’Homme, 2003
- Le Québec vu du ciel au rythme des saisons (avec Henri Dorion), Éditions de l’Homme, 2001 (en anglais : Québec from the air)
- L’Île d’Orléans (avec Michel Lessard), Éditions de l’Homme, 1998
- Québec à ciel ouvert (avec Claude Paulette et Michel Tremblay), Libre expression, 1987 (en anglais : Quebec from Above)
- Répertoire des moulins à eau, Éditeur Officiel du Québec, 1976

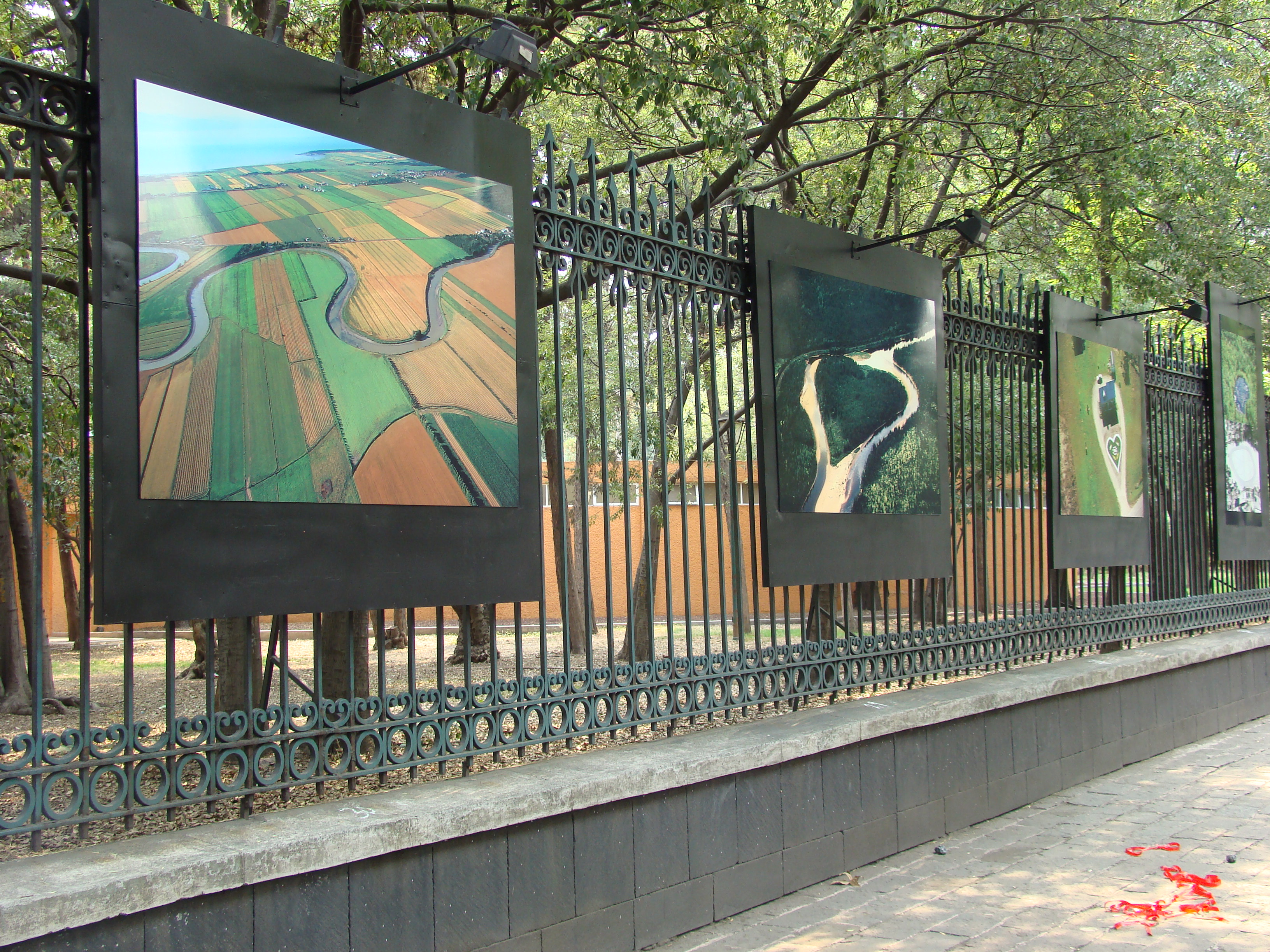

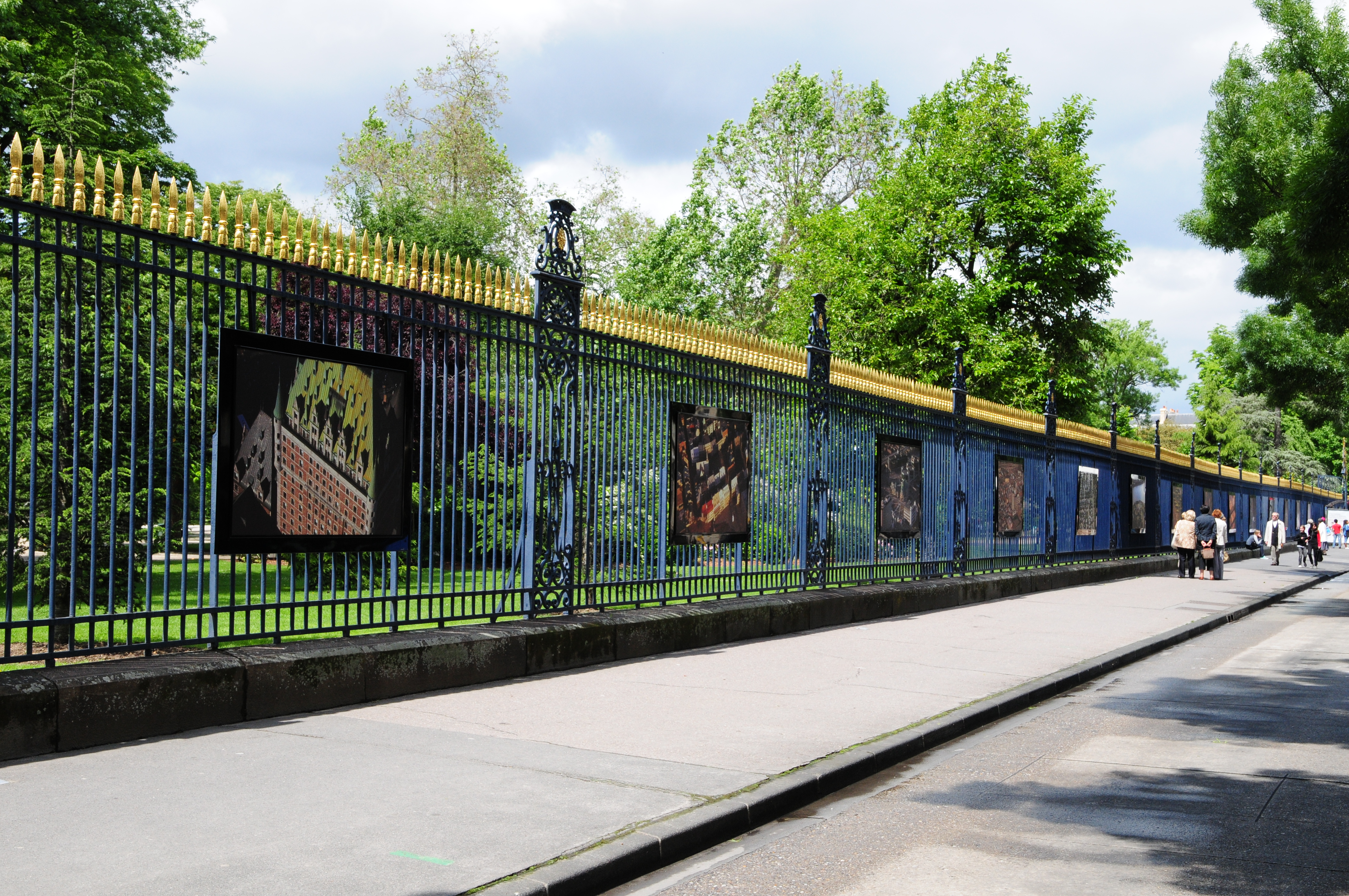

## Honneurs et distinctions
- Prix Gérard-Morisset, 2023[5]
- Chevalier de l'Ordre national du Québec, 2022[6];
- Prix Hommage du Panthéon de la Fondation Aérovision Québec 2016
- Prix Frédéric G. Todd de l’Association des architectes paysagistes du Québec 2016
- Prix de la Fierté orléanaise 2012 (Prix de la Culture)
- Prix Robert-Lionel-Séguin 2010
- Prix du Conseil des monuments et sites du Québec 2010
- Médaille d’Or de la Société géographique royale du Canada, 2007 (Le Québec au naturel)
- Silver Omni Award 2006 (États-Unis) (Le Québec au naturel)
- Prix Équinoxe 2004 (avec la Commission des biens culturels)
- Prix des abonnés des bibliothèques de la Ville de Québec (en 2010 pour Lieux de légendes et de mystère du Québec; en 2005 pour Le Québec, Villes et villages vus du ciel; en 2001 pour Le Québec vu du ciel au rythme des saisons; en 1998 pour L’Île d’Orléans)